# Supercoppa d'Ucraina 2019
La Supercoppa d'Ucraina 2019 (ufficialmente in ucraino Суперкубок України 2019?, Superkubok Ukraïny 2019) è stata la sedicesima edizione della Supercoppa d'Ucraina.
Si è svolta il 28 luglio allo stadio Čornomorec' di Odessa tra lo Šachtar, campione d'Ucraina e vincitore della coppa nazionale, e la Dinamo Kiev, seconda classificata in campionato nonché detentrice della Supercoppa d'Ucraina 2018. La Dinamo Kiev trionfa per due reti a una e vince il trofeo per l'ottava volta nella sua storia, eguagliando proprio il record dei rivali di Donec'k.

## Le squadre
| Squadre     | Qualificazione                                                           | Partecipazioni precedenti (il grassetto indica la vittoria)                             |
| ----------- | ------------------------------------------------------------------------ | --------------------------------------------------------------------------------------- |
| Šachtar     | Vincitrice della Prem"jer-liha 2018-2019 e della Kubok Ukraïny 2018-2019 | 14 (2004, 2005, 2006, 2007, 2008, 2010, 2011, 2012, 2013, 2014, 2015, 2016, 2017, 2018) |
| Dinamo Kiev | Seconda classificata in Prem"jer-liha 2018-2019                          | 12 (2004, 2005, 2006, 2007, 2008, 2009, 2011, 2014, 2015, 2016, 2017, 2018)             |

## Tabellino
| Arbitro: | Vitalij Romanov (Dnipro) |

|                      |           |                  |
| Burda 80’ Harmaš 83’ | Marcatori | 45+2’ A. Patrick |

| Dinamo Kiev |  | Šachtar |

| Dinamo Kiev          |    |                       |     |     |
|                      |    |                       |     |     |
| P                    | 71 | Denys Bojko           |     |     |
| C                    | 7  | Benjamin Verbič       |     | 73’ |
| C                    | 8  | Volodymyr Šepeljev    |     |     |
| D                    | 16 | Vitalij Mykolenko     |     |     |
| C                    | 19 | Denys Harmaš          |     | 84’ |
| C                    | 20 | Oleksandr Karavajev   |     | 68’ |
| D                    | 26 | Mykyta Burda          |     |     |
| C                    | 29 | Vitalij Bujal's'kij   | 45’ |     |
| A                    | 41 | Artem Bjesjedin       |     |     |
| D                    | 44 | Tamás Kádár           | 72’ |     |
| D                    | 94 | Tomasz Kędziora       |     |     |
| Panchina             |    |                       |     |     |
| P                    | 1  | Heorhij Buščan        |     |     |
| D                    | 4  | Denys Popov           |     |     |
| C                    | 5  | Serhij Sydorčuk       |     | 84’ |
| C                    | 6  | Abdul Kadiri Mohammed |     |     |
| A                    | 11 | Heorhij Citaišvili    |     | 73’ |
| C                    | 14 | Carlos de Pena        |     | 68’ |
| D                    | 23 | Josip Pivarić         |     |     |
| Allenatore           |    |                       |     |     |
| Aljaksandr Chackevič |    |                       |     |     |

| Šachtar     |    |                       |     |     |
|             |    |                       |     |     |
| P           | 30 | Andrij Pjatov         |     |     |
| D           | 50 | Serhij Bolbat         |     |     |
| D           | 4  | Serhij Kryvcov        |     |     |
| D           | 5  | Davit Khocholava      | 29’ |     |
| D           | 31 | Ismaily               |     |     |
| C           | 6  | Taras Stepanenko      |     |     |
| C           | 21 | Alan Patrick          |     | 87’ |
| C           | 19 | Manor Solomon         |     | 66’ |
| C           | 7  | Taison                |     |     |
| C           | 11 | Marlos                |     |     |
| A           | 10 | Júnior Moraes         |     |     |
| Panchina    |    |                       |     |     |
| P           | 1  | Oleksij Ševčenko      |     |     |
| D           | 22 | Mykola Matvijenko     |     |     |
| C           | 76 | Oleksandr Pichal'onok |     |     |
| C           | 8  | Marcos Antônio        |     |     |
| C           | 9  | Dentinho              |     | 87’ |
| C           | 14 | Tetê                  |     | 66’ |
| A           | 45 | Danylo Sikan          |     |     |
| Allenatore  |    |                       |     |     |
| Luís Castro |    |                       |     |     |